# Ginekologiczno-Położniczy Szpital Kliniczny im. Heliodora Święcickiego Uniwersytetu Medycznego im. Karola Marcinkowskiego w Poznaniu

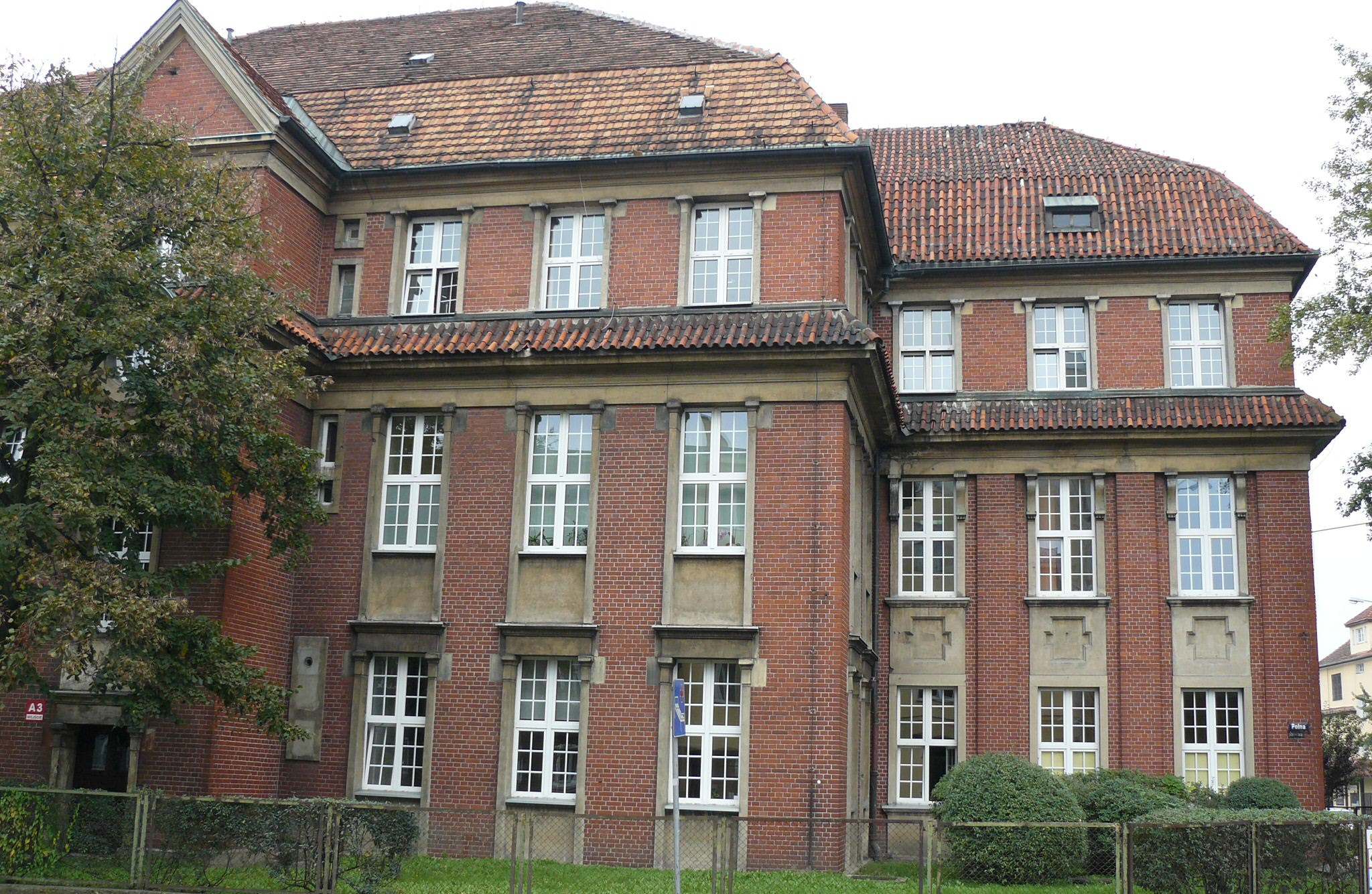
Część F. Teubnera z lat 1912-1913

Ginekologiczno-Położniczy Szpital Kliniczny im. Heliodora Święcickiego Uniwersytetu Medycznego im. Karola Marcinkowskiego w Poznaniu (dawniej: Provinzial-Hebammen-Lehranstalt) – szpital ginekologiczno-położniczy Uniwersytetu Medycznego im. Karola Marcinkowskiego w Poznaniu, zlokalizowany przy ul. Polnej 33 w Poznaniu (Jeżyce). Zbudowany jako odpowiedź na brak miejsc i ciasnotę w starym szpitalu przy ulicy Szkolnej.

## Historia i architektura
Zaprojektowany przez Heinricha Grüdera na zakupionej w 1897 działce (wtedy poza granicami administracyjnymi Poznania), według Marcina Libickiego bez specjalnego polotu. Jan Skuratowicz usprawiedliwia rustykalny charakter obiektu, jego położeniem – na skraju ówczesnego miasta. Obiekt zbudowano w latach 1900-1903 na planie prostokąta z nietynkowanej cegły i z trzema ryzalitami. Od strony ul. Bukowskiej powstała kaplica z kostnicą. Pokoje chorych umieszczono od podwórza (cisza), a gabinety lekarskie od strony ulicy. Rozbudowany w latach 1912-1913 o nowe skrzydło, według projektu Fritza Teubnera. Styl tej części był lekko klasycyzujący i łączył nagą cegłę z tynkiem. Nawiązywał do architektury XVIII-wiecznej. Przed I wojną światową w całym szpitalu było 200 łóżek.
W 1927 rozstrzygnięto konkurs na kolejną rozbudowę, spowodowaną zwiększającymi się potrzebami miasta. W konkursie udział wzięli: Marian Andrzejewski (Poznań), Marian Antoni Pospieszalski (Poznań), Adam Ballenstaedt (Poznań), Stefan Cybichowski (Poznań), Czesław Przybylski (Warszawa) i Witold Minkiewicz (Lwów). Wygrał M. Pospieszalski. Projekty publikowano w numerze 11/12/1927 Architektury i budownictwa. Zwycięskiego dzieła nigdy nie zrealizowano (najpierw z uwagi na Wielki kryzys, a potem II wojnę światową).
W 1928 sprowadzono do placówki 50 mg radu – był to pierwszy w Polsce szpital, który wprowadził promieniolecznictwo nowotworów złośliwych w ginekologii.
W czasie okupacji niemieckiej zbudowano na terenach szpitalnych bunkier i dwa baraki. W 1945, wycofujący się z miasta esesmani podpalili szpital, jednak ogniska pożaru udało się ugasić pod kierunkiem doktora Bogdana Kentzera.
W 1953 dobudowano izbę przyjęć i salę wykładową. Ponowna rozbudowa nastąpiła w latach 1987-1999, kiedy to pod kierunkiem Piotra Namysła zrealizowano budynek diagnostyczno-zabiegowy i nową izbę przyjęć. Był to okres rodzącego się w Polsce postmodernizmu – obiekty dostosowano więc do reszty zabytkowego kompleksu (zastosowano m.in. cegłę i odlewy architektoniczne z betonu).

## Patron
Od 1 lutego 2023 patronem szpitala jest Heliodor Święcicki (1854-1923) – lekarz ginekolog, społecznik, filantrop, założyciel i pierwszy rektor Wszechnicy Piastowskiej (od 1920 Uniwersytetu Poznańskiego).

## Nauka
Pracownicy w całej historii (do 2010) opublikowali drukiem około 6,5 tysiąca prac naukowych. Stopnie doktora uzyskało 279 osób, doktora habilitowanego – 52 osoby, a profesora – 35 osób. Wydano około 100 podręczników i monografii oraz osiem tytułów czasopism i periodyków naukowych. Zorganizowano 56 spotkań (zjazdów, sympozjów, konferencji, itp.) o znaczeniu ogólnopolskim i międzynarodowym.

## Statystyka
Zatrudnia (2010) 950 pracowników, w tym 152 lekarzy etatowych. Od daty powstania hospitalizowano tutaj 1.200.000 pacjentów (nie licząc noworodków) i odebrano 400.000 porodów (obecnie rocznie jest to około 6.000). Wykonywanych jest rocznie około 5100 operacji ginekologicznych, andrologicznych, położniczych i onkologicznych. W 2010 klinika posiadała 410 łóżek.

## Dyrektorzy
- Stanisław Łazarewicz (1919-1921),
- Bolesław Kowalski (1921-1945, z przerwą na okupację),
- Tadeusz Zwoliński (1946-1951),
- Ireneusz Roszkowski (1951-1955),
- Witold Michałkiewicz (1955-1982),
- Tadeusz Pisarski (1982-1986),
- Tomasz Opala (1986-2014),
- Maciej Sobkowski (2015-2021),
- Maciej Wilczak (od 2021)